# Emilio Estevez

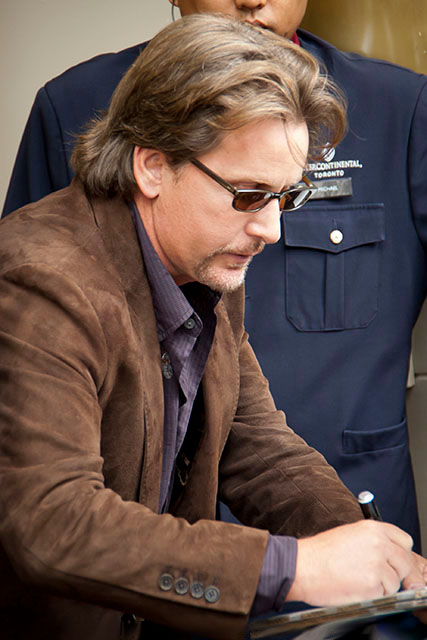
Emilio Estevez no Festival de Toronto em 2010.

Emilio Estevez (/ɛˈmiːljɔː ɛstˈɛvɛs/; Nova York, 12 de maio de 1962) é um ator, produtor, diretor, roteirista e dublador norte-americano. Estevez chegou a ser considerado um dos principais nomes de Hollywood, durante as décadas de 1980 e de 1990 graças a filmes como: The Outsiders, The Breakfast Club, St. Elmo's Fire, Young Guns, Young Guns II, The Mighty Ducks, D2: The Mighty Ducks e D3: The Mighty Ducks. De acordo com o site taddlr seu património é estimado em cerca de 15 milhões de dólares.

## Biografia

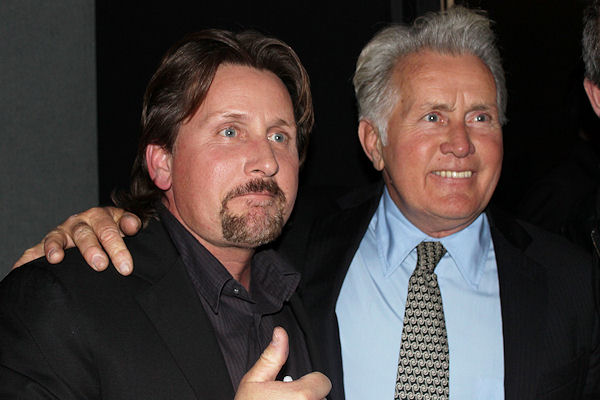
Estevez e Martin Sheen na premiê do filme The Way, em Londres 2011.

Emilio Estevez é o filho mais velho do consagrado ator Martin Sheen. Ele tem dois irmãos e uma irmã: Ramon Estévez, Charlie Sheen e Renée Estévez. Emilio não adotou o nome artístico de seu pai, porque ele queria papéis que não dependessem do sucesso de seu pai. Ele é famoso por ter feito parte e liderado o grupo de atores Brat Pack, dos anos 80, tendo estrelado em filmes como The Breakfast Club e St. Elmo's Fire, ambos de 1985. interpretou, em 1988, Billy The Kidd em Jovens Pistoleiros, filme que contava ainda com  Kiefer Sutherland e seu irmão Charlie Sheen, em 1987 estrelou com Richard Dreyfuss o filme Stakeout, fez também Missão Impossível, em 1996, junto com Tom Cruise.
Em 1984, ele apareceu no filme cult Repo Man, interpretando Otto Maddox, um jovem punk alienado. Contudo, Estevez provavelmente seja mais conhecido por seu papel nas séries live-action The Mighty Ducks.

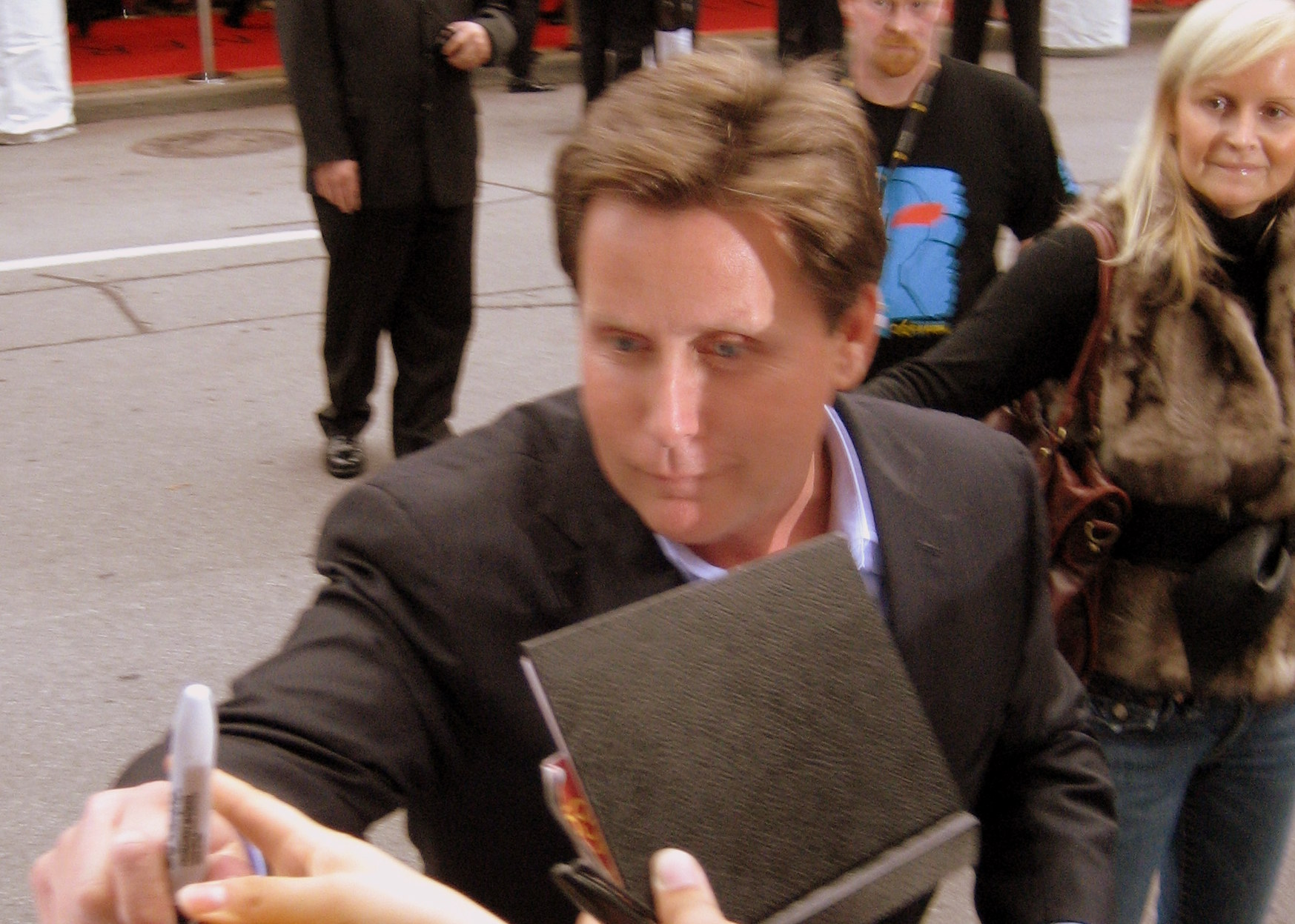
Estevez no Festival de Toronto, na premiê do filme Bobby em 2006.

Emilio Estevez foi brevemente casado com a cantora e coreógrafa Paula Abdul. Com sua ex-namorada, a modelo Carey Salley, ele teve dois filhos: Taylor Levi Estevez (nascido em junho de 1984) e Paloma Rae Estevez (nascida em fevereiro de 1986).
Emilio também namorou com a colega do Brat Pack Demi Moore, já com os convites de casamento entregues ela o deixou para casar-se com Bruce Willis, casamento que durou 13 anos.
Recentemente, ele dirigiu episódios das seguintes séries de televisão: Cold Case, Close to Home, The Guardian e CSI: NY. Entre os filmes que ele já dirigiu estão Men at Work, The War at Home e Bobby.

## Filmografia
| Filmes    | Filmes                                                 | Filmes                                          |
| Ano       | Filme                                                  | Papel                                           |
| --------- | ------------------------------------------------------ | ----------------------------------------------- |
| 1979      | Apocalypse Now                                         | Messenger Boy                                   |
| 1982      | Tex                                                    | Johnny Collins                                  |
| 1982      | In the Custody of Strangers                            | Danny Caldwell                                  |
| 1983      | The Outsiders                                          | Keith "Two-Bit" Matthews                        |
| 1983      | Nightmares                                             | J.J. Cooney                                     |
| 1984      | Repo Man                                               | Otto Maddox                                     |
| 1985      | The Breakfast Club                                     | Andrew "Andy" Clark                             |
| 1985      | St. Elmo's Fire                                        | Kirby "Kirbo" Keger                             |
| 1985      | That Was Then... This Is Now                           | Mark Jennings                                   |
| 1986      | Maximum Overdrive                                      | Bill Robinson                                   |
| 1986      | Wisdom                                                 | John Wisdom                                     |
| 1987      | Stakeout                                               | Det. Bill Reimers                               |
| 1988      | Young Guns                                             | William H. "Billy the Kid" Bonney/Henry McCarty |
| 1989      | Nightbreaker                                           | Dr. Alexander Brown (past)                      |
| 1989      | Never on Tuesday                                       | Motorista de Caminhão                           |
| 1990      | Young Guns II                                          | William H. "Billy the Kid" Bonney/Henry McCarty |
| 1990      | Men at Work                                            | James St. James                                 |
| 1992      | Freejack                                               | Alex Furlong                                    |
| 1992      | The Mighty Ducks                                       | Gordon Bombay                                   |
| 1993      | Loaded Weapon 1                                        | Sgt. Jack Colt                                  |
| 1993      | Another Stakeout                                       | Det. Bill Reimers                               |
| 1993      | Judgment Night                                         | Francis Howard "Frank" Wyatt                    |
| 1994      | D2: The Mighty Ducks                                   | Gordon Bombay                                   |
| 1995      | The Jerky Boys                                         |                                                 |
| 1996      | Mission: Impossible                                    | Jack Harmon                                     |
| 1996      | The War at Home                                        | Jeremy Collier                                  |
| 1996      | D3: The Mighty Ducks                                   | Gordon Bombay                                   |
| 1998      | Dollar for the Dead                                    | Cowboy                                          |
| 1999      | Late Last Night                                        | Dan                                             |
| 2000      | Sand                                                   | Trip                                            |
| 2000      | Rated X                                                | Jim Mitchell                                    |
| 2003      | Los Reyes Magos                                        | Jimmy (Voz)                                     |
| 2005      | The L.A. Riot Spectacular                              | Laurence Powell                                 |
| 2005      | Culture Clash in AmeriCCa                              |                                                 |
| 2006      | Bobby                                                  | Tim Fallon                                      |
| 2006      | Arthur and the Invisibles                              | Ferryman (Voz)                                  |
| 2010      | The Way                                                | Daniel Avery                                    |
| 2012      | Dear Dracula                                           | Myro (Voz)                                      |
| 2012      | Abominable Christmas                                   | Sr. Winterbottom (Voz)                          |
| 2018      | The Public                                             | Stuart                                          |
| Séries    |                                                        |                                                 |
| Ano       | Título                                                 | Papel                                           |
| 1980      | Insight                                                |                                                 |
| 1981      | To Climb a Mountain                                    |                                                 |
| 1982      | Making the Grade                                       |                                                 |
| 1987      | Funny, You Don't Look 200: A Constitutional Vaudeville | Himself/Vietnam Soldiers                        |
| 1994      | Saturday Night Live                                    | Host                                            |
| 1994      | The Legend of Billy the Kid                            | Himself                                         |
| 2000      | Rated X                                                | James Lowell "Jim" Mitchell                     |
| 2001      | Jon Bon Jovi                                           | Himself — Interviewee                           |
| 2002      | After Dark: South Beach                                | Narrator                                        |
| 2003      | The West Wing                                          | Young Josiah "Jed" Bartlet                      |
| 2003-2004 | The Guardian                                           |                                                 |
| 2004-2005 | Cold Case                                              |                                                 |
| 2005      | CSI: NY                                                |                                                 |
| 2005      | Close to Home                                          |                                                 |
| 2005      | Criminal Minds                                         |                                                 |
| 2008      | Numb3rs                                                |                                                 |
| 2008      | Two and a Half Men                                     | Andy                                            |

## Prémios e Indicações

### Globos de Ouro
- 2006 - Melhor Filme - Drama: Bobby (indicado)

### Screen Actors Guild
- 2007 - Melhor Elenco: Bobby (indicado)

### Broadcast Film Critics Association Awards
- 2006 - Melhor Elenco: Bobby (Indicado)

### Festival de Cinema de Hollywood
- 2006 - Melhor Elenco: Bobby (Vencedor)

### Western Heritage Awards
- 1989 - Melhor Elenco: Young Guns (Vencedor)

### ALMA Awards
- 1996 - Melhor Diretor de um Longa metragem: The War at Home (Indicado)
- 1996 - Melhor Ator Coadjuvante: The War at Home (Indicado)
- 2006 - Melhor Diretor: Bobby (Indicado)
- 2006 - Melhor Roteiro: Bobby (Indicado)
- 2011 - Melhor Ator Coadjuvante: The Way (Indicado)

### Phoenix Film Critics Society Awards
- 2006 - Melhor Desempenho: Bobby (Vencedor)

### Shorty Awards
- 2012 - Nomeado: Ator
- 2012 - Nomeado: Diretor

### Festival de Veneza
- 2006 - Leão de Ouro: Bobby (Indicado)
- 2012 - Melhor Filme Biográfico: Bobby (Vencedor)

### MTV Movie Awards
- 2005 - Prêmio Por Excelência: The Breakfast Club (Vencedor)
- Prêmio entregue em homenagem, aos vinte anos do lançamento do filme.

### Framboesa de Ouro
- 1986 - Pior Ator: Maximum Overdrive (Indicado)